# Megachile lentifera
Megachile lentifera är en biart som beskrevs av Joseph Vachal 1909. Megachile lentifera ingår i släktet tapetserarbin, och familjen buksamlarbin. Inga underarter finns listade i Catalogue of Life.